# Bonne nouvelle
Bonne nouvelle är ett studioalbum av den kanadensiska sångaren Natasha St-Pier. Det gavs ut den 11 juni 2012 och innehåller 12 låtar.

## Låtlista
| Nr  | Titel                    | Längd |
| --- | ------------------------ | ----- |
| 1.  | Bonne nouvelle           | 3:16  |
| 2.  | Ma meilleure idée        | 3:44  |
| 3.  | Par cœur                 | 3:07  |
| 4.  | Même pas peur            | 3:36  |
| 5.  | La princesse             | 2:55  |
| 6.  | J'aime ça                | 3:23  |
| 7.  | Elle veut bien croire    | 4:22  |
| 8.  | Une petite fille         | 3:34  |
| 9.  | Vous les hommes          | 4:39  |
| 10. | Pour ne jamais t'oublier | 3:16  |
| 11. | Juste comme ça           | 3:08  |
| 12. | Dans le mercure          | 3:33  |

## Listplaceringar
| Lista               | Topplacering |
| ------------------- | ------------ |
| Belgien (Vallonien) | 11           |
| Frankrike           | 11           |
| Schweiz             | 80           |